# Tak už pojď
Tak už pojď (2004) je debutové album Ester Ládové obsahující celkem dvanáct skladeb. Autorem většiny z nich byl Zdeněk „Style“ Hrubý. Kompakt ve své společnosti Multisonic vydal Karel Vágner. Křest CD proběhl 24. února 2005 a jeho kmotrem byl filmový režisér Zdeněk Troška.

## Seznam skladeb
Na albu se vyskytují tyto skladby:
1. „Tak už pojď“ – 3:15
2. „Celou mě máš“ – 3:23
3. „Život jde dál“ – 3:06
4. „Slzy nám zůstanou“ – 3:15
5. „Letní párty“ – 3:30
6. „Pláču dál“ – 4:08
7. „Velikej hřích“ – 3:23
8. „Vítěz“ – 3:40
9. „Sex je náš“ – 3:04
10. „Bolí to stále“ – 4:00
11. „Život jde dál“ – 2:50
12. „MegaEsterMix“ – 7:41